# 크리스티나 레인스

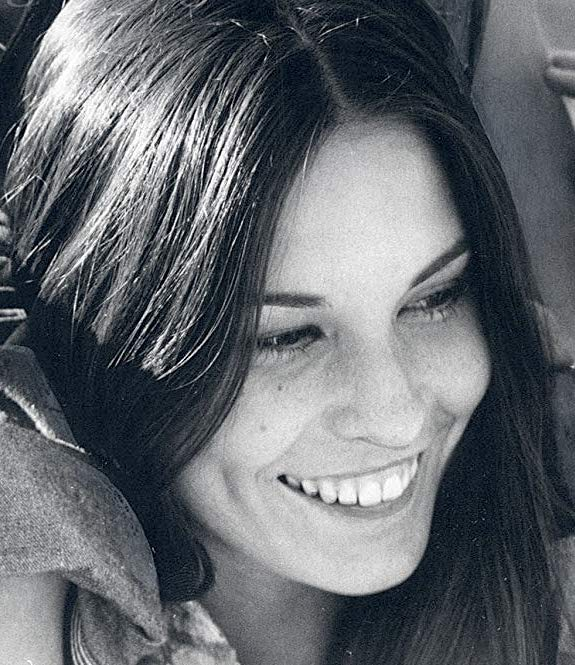

크리스티나 레인스(Cristina Raines, 1952년 2월 28일 ~ )는 미국의 배우, 텔레비전 배우, 영화배우, 간호사이다.
마닐라에서 태어났다.

## 출연 작품
- 격정의 파도 (1987, North Shore)
- 정의의 거리 (1985년)
- 쿼바디스 (1984년)
- 나이트메어스 (1983년)
- 호텔 - 시리즈 (1983년)
- 터치드 바이 러브 (1980년)
- 센티넬 (1977년)
- 사랑의 유람선 (1977년)
- 결투자들 (1977년)
- 내쉬빌 (1975년)
- 선샤인 (1973년)